# 斡道冲
斡道冲（？—1183年），字宗圣。祖先灵武（今宁夏灵武）人，后随西夏主迁至兴庆府（今宁夏银川）。为夏仁宗李仁孝的重臣。他的家族世代修撰夏国史。八岁时就因为熟读《尚书》而中童子举。成人后精通五经，翻译《论语注》，有著作《论语小义》二十卷，以及《周易卜筮断》，均用西夏文写成。天盛三年（1151年）官为蕃汉教授。乾祐二年（1171年）专权的外戚任得敬被诛杀后，升为中书令。
西夏乾佑十四年（1183年），斡道冲因劳累而死。他任西夏国相十余年间，廉洁施政，生活俭朴，史载“家无私蓄，仅有书籍数床而已”。他死后，仁宗令人为之画像，祀于孔庙。
元代翰林学士虞伯生撰有《西夏相斡公画像赞》云：“西夏之盛，礼事孔子。极其尊亲，以帝庙祀。乃有儒臣，早究典谟。通经同文，教其国都。遂相其君，作服施采。顾瞻学宫，遗像斯生。国废时远，人鲜克知。坏宫改作，不闻金丝。不忘其亲，存贤子孙。载国丹青，取征良史。”